# 台鐵3CK1500型守車
台鐵3CK1500型守車，是臺灣鐵路管理局所使用的一種鐵路貨車，為兩車軸無轉向架的小型守車，被大量運用於全台各路線的鐵路貨車中，作為車掌的專用辦公空間。也是台灣鐵路最多的一型守車。

## 歷史
本型守車於1966年由台灣鐵路管理局向世銀貸款購料，並由臺北機廠進行研發與生產，為一種含有「貨物空間」的守車。在車掌室部分為車邊單側三片的玻璃窗，另一側為可裝置總重三噸的貨物室與專用滑門。於車體底下裝置有透過車軸轉動來進行發電的車軸發電機以及附屬的蓄電池等裝置。

## 數據
- 型式：3CK1500（3為載重噸數，1500為型號）
- 車號：3CK1501到3CK1600
- 皮重：10.5公噸
- 載重：3公噸
- 換算噸數：空車10噸、重車12噸
- 車長：7850mm
- 車寬：2600mm
- 車高：3901mm
- 容積：
- 最高車速：75km/h

## 使用情況

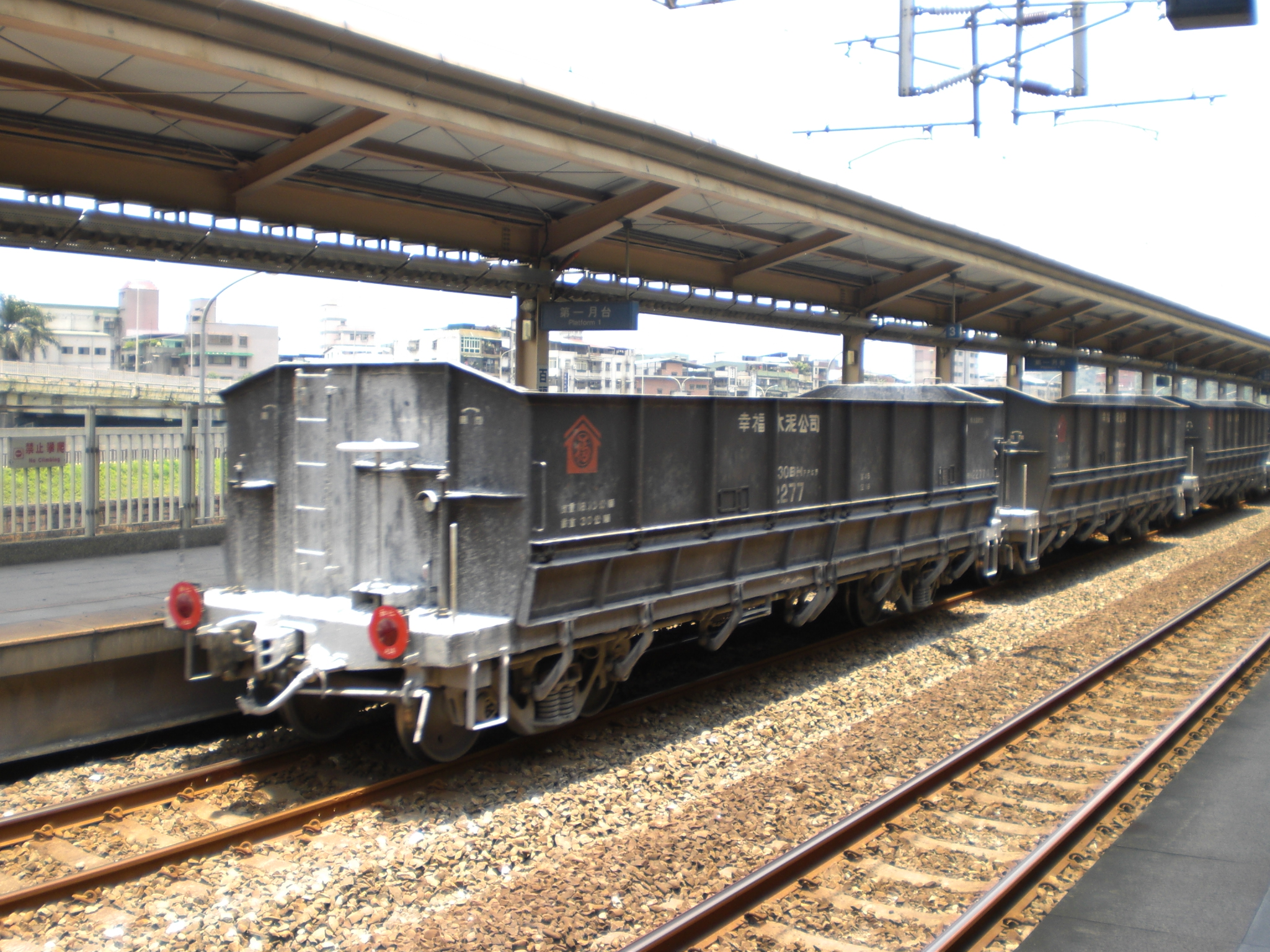
用專屬車尾燈號誌取代守車的貨物列車

本型守車大量的被台灣鐵路管理局運用於全台各地的貨物列車中，某些編組中只有鐵路機車單獨一節運轉的情況下本型守車也會聯掛於後一同運行。絕大多數皆掛於貨物列車的最後一節，但也有同時於貨物列車的最前端與最後端皆有本型守車連掛的記錄。
隨著目前台灣鐵路貨運的萎縮，守車出現的情況已大幅下降。如今台鐵為精簡列車調度和隨車人力等因素，部分的專用貨物列車已不再加掛守車而直接在最後一節貨車中使用專用尾燈號誌。因此有絕大部分的該型守車被置於各地的鐵路貨物場站中作為停用車，並開始逐年進行拆除。
- 目前仍在籍之車輛：(共21輛)

3CK1516、3CK1522、3CK1525、3CK1529、3CK1531、3CK1533、3CK1537、3CK1548～1551、3CK1553、3CK1563、3CK1565、3CK1568、3CK1572、3CK1574、3CK1576、3CK1581、3CK1584、3CK1595
- 保存車輛:(共2輛)

3CK1514：2019年報廢後由國家鐵道博物館籌備處收購，納入館藏車輛之一。
3CK1573：報廢後轉列文物車輛並保存於車埕站。
- 現存之報廢車輛:(共1輛)

3CK1536：報廢後存置於舊七堵檢車段車庫旁。

## 其他

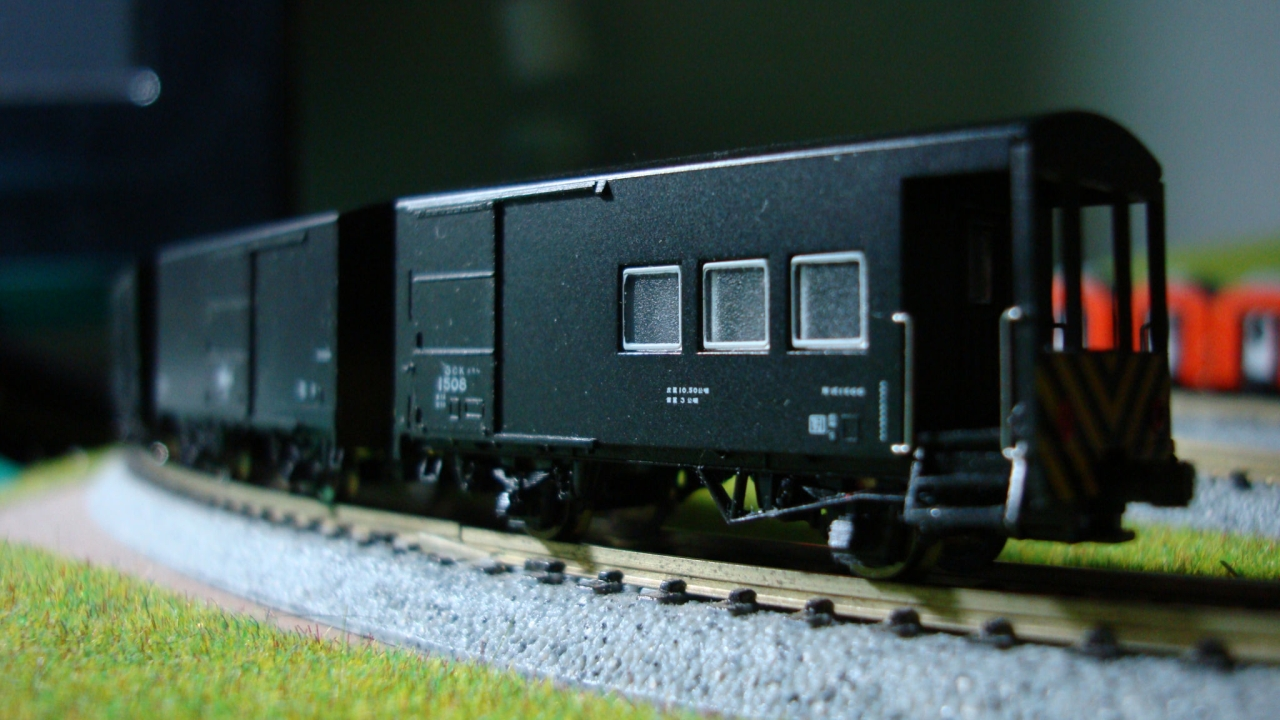
鐵支路的N軌距3CK1500型守車模型

本型守車早年大量使用於台灣鐵路各式的貨物列車中，也是守車與篷車合併型式的代表，加上數量為全台守車中最多，因此本型守車被台灣的N軌距鐵道模型廠商鐵支路模型選中，推出了專屬的N軌距塑膠模型。其特色還包含車尾燈顯示的功能，且能隨著模型列車運行的實際方向進行車尾燈號的變換。

## 註解
1. ↑  台灣鐵路火車百科（台鐵／高鐵／捷運完整版）P.200-P.201，蘇昭旭 著，人人出版社2009年出版（ISBN 978-986-7112-98-9）
2. ↑  3CK1500型 （页面存档备份，存于）福田孝行の貨車ホームページ
3. ↑  3CK1500型 （页面存档备份，存于）鐵支路產品介紹

## 外部連結
- 貨車の玉手箱（福田孝行の貨車ホームページ）
- N比例塑膠模型產品介紹（鐵支路模型有限公司）